# مذبحة أهاتوفيتشي
مذبحة أهاتوفيتشي كانت عبارة عن قتل جماعي لـ47 جندي بوسني أسير من قرية أهاتوفيتشي في بلدية نوفي غراد بسراييفو على يد جيش جمهورية صرب البوسنة خلال حرب البوسنة والهرسك.

## المذبحة
في الفترة من 29 مايو 1992 إلى 2 يونيو 1992 تعرضت قرية أهاتوفيتشي للقصف من قبل وحدات صرب البوسنة والهرسك من ثكنات جيش يوغوسلافيا الشعبي في قريتي رايلوفاك وبوتيل. عندما توقف القصف في 2 يونيو 1992 تمكن القرويون في النهاية من مغادرة ملاجئهم ووجدوا منازلهم قد احترقت بالكامل. حاول حوالي 120 رجل مسلح تسليح سيئ من أهاتوفيتشي شن دفاع بأفضل ما في وسعهم لكنهم لم يتمكنوا من مقاومة هجوم مشاة صرب البوسنة والهرسك وهجمات المدفعية لفترة طويلة. أولئك الذين لم يقتلوا في المعركة استسلموا بعد ذلك بوقت قصير. ثم نُقل السجناء إلى الثكنات في رايلوفاك حيث احتُجزوا في حظيرة لمدة أسبوعين تقريبا في ظروف غير إنسانية حيث تعرضوا للضرب والتعذيب بشكل منتظم.
في 14 يونيو أُمر 56 سجين من أهاتوفيتشي بالصعود إلى الحافلة. قيل لهم إنهم في طريقهم لتبادل الأسرى. تم إيقاف الحافلة وقيل للرهائن وهم رجال تتراوح أعمارهم بين 17 و 63 سنة أن المبرد في الحافلة قد غلي وأن عليهم الاستلقاء على الأرض بينما يتم جلب المياه من جدول. وبحسب الناجين نزل مسلحون من صرب البوسنة والهرسك من الحافلة وساروا مسافة 30 ياردة على منحدر صخري وفتحوا النار على السيارة بأسلحة بازوكا وأسلحة آلية.

## ما بعد الكارثة
غادر صرب البوسنة والهرسك دون البحث عن ناجين والبوشناق الثمانية الباقون انتظروا حلول الليل للفرار عبر الغابة إلى قرية مسلمة قريبة ودفن سكانها ضحايا المذبحة في اليوم التالي. في عام 1996 تم استخراج رفات حوالي 50 ضحية من مقبرة جماعية تحت مرج في قرية سوكولينا بدوني فاكوف.
بنهاية حرب البوسنة والهرسك بقيت عائلة بوسنية واحدة فقط في أهاتوفيتشي. تم التغاضي عن هذه الفظائع حتى عام 2001 عندما صنع صانع الأفلام الوثائقية الهولندية هيدي هونيغمان فيلم وثائقي عن المذبحة. الفيلم الوثائقي كان بعنوان «الزوج الصالح، الابن العزيز» وزار القرية. الناجون من المجزرة وأهالي الضحايا تمت مقابلتهم حول الحرب وحياتهم قبلها وبعدها.